# 菲亚特500 (2007)
菲亚特500（Fiat 500）是菲亚特克莱斯勒汽车旗下菲亚特汽车自2007年开始生产和销售的一款双门四人座横置前置发动机、前轮驱动的A级城市轿车。它有掀背式轿跑车和敞篷车两种车身风格。

## 外部鏈接
- Official Fiat 500 UK Page （页面存档备份，存于）
- Official Fiat 500 website （页面存档备份，存于）
- Official 500 Abarth site （页面存档备份，存于）
- Official Fiat 500 Japan website （页面存档备份，存于）